# 이미지 클럽

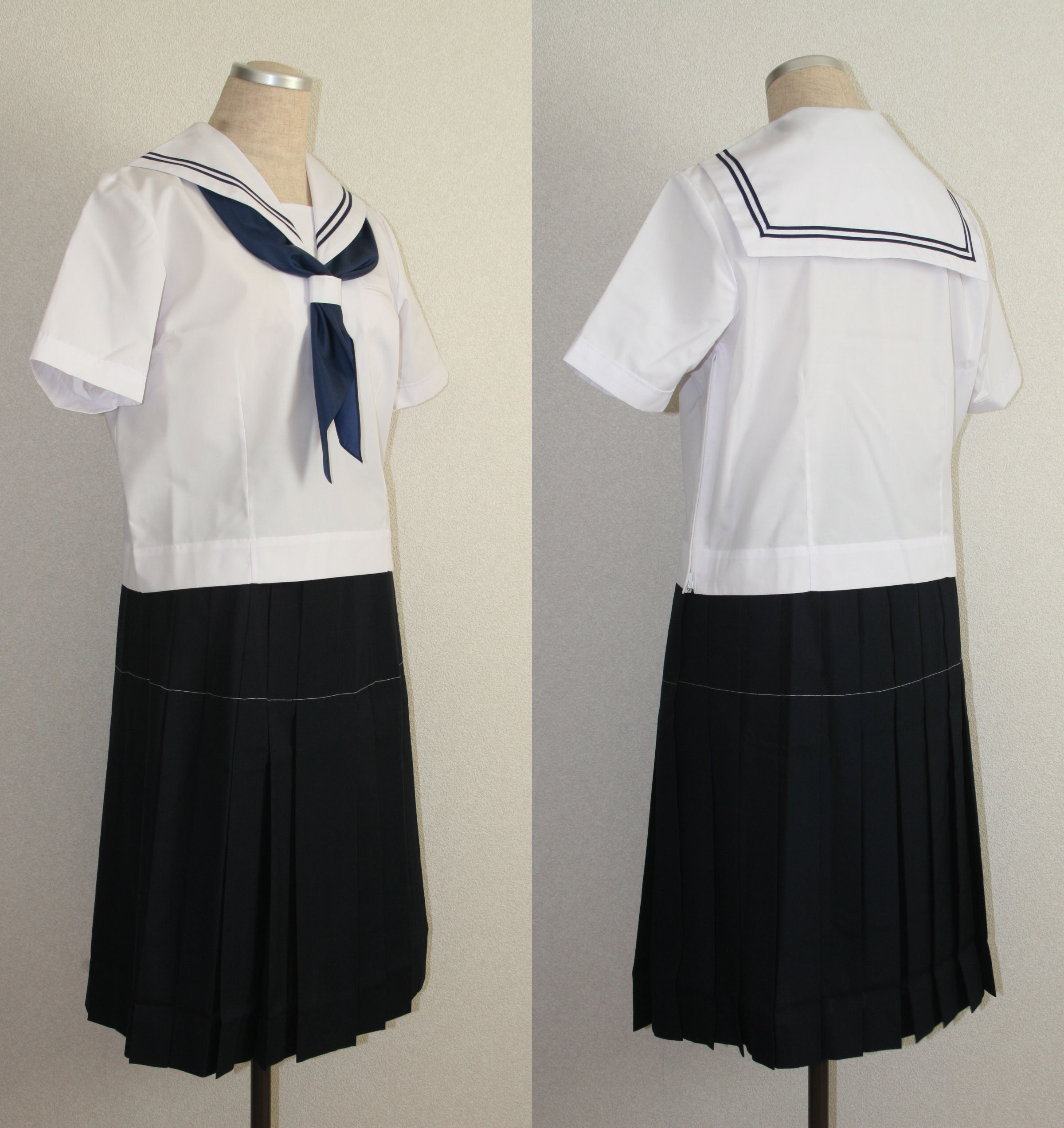
이미지 클럽의 대표적인 코스튬인 세일러 교복

이미지 클럽(영어: Image club) 또는 이메지쿠라부(일본어: イメージクラブ), 이메쿠라(일본어: イメージクラブ)는 패션 헬스와 유사한 일본의 풍속업소의 한 종류이다. 이미지 클럽은 방마다 사무실, 학교 교실, 병원, 열차 차량 등과 같이 남성 구매자가 선호하는 상황이나 장소에 따라 테마가 나뉘어 있다는 특징이 있다. 이미지 클럽에서 일하는 여자들은 남성 구매자들이 원하는 여성의 취향에 맞춰 특정 복장을 입는 코스튬 플레이를 한 상태에서 애무와 구강성교 등 유사성행위 서비스를 제공한다.

## 같이 보기
- 증기탕